# Песчаный дьявол
«Песчаный дьявол» (англ. Dust Devil) — артхаусный фильм ужасов режиссёра Ричарда Стэнли, снятый в 1992 году.

## Сюжет
Намибия после обретения независимости от ЮАР. По пустыне бродит странный убийца, который соблазняет белых женщин, а затем убивает их и расчленяет тела. Расследование дела поручено чернокожему детективу Бену Макаробу, который сперва категорически отказывается видеть в деле мистическую подоплёку. Однако странности в деле заставляют полицейского обратиться за помощь к местному колдуну Джо, в прошлом киномеханику. Тот обращает внимание Бена на некоторые детали и замечает, что детективу проходится иметь дело с существом из иного мира, которое посредством таких убийств набирает магическую силу.
Тем временем жительница ЮАР Уэнди Робинсон ссорится со своим мужем и в поисках новой жизни уезжает в Намибию. В окрестностях городка Бетани она встречает странного человека, который очень быстро становится пределом её мечтаний. Однако однажды она находит в его багаже отрезанные пальцы. Впрочем, её новый возлюбленный не слишком этим смущается — он сообщает, что ищет в пустыне женщин, которые измучены жизнью и даёт им быструю смерть. Но Уэнди этот вариант не очень-то устраивает — она оглушает своего любовника и пытается бежать. Однако убийца посредством своих магических способностей создаёт на дороге аварийную ситуацию, в которой женщина лишается автомобиля. Теперь она один на один с пустыней.
В конце концов девушка, таинственный незнакомец и Бен Макароб встречаются в городе-призраке посреди пустыни. Убийца смертельно ранит детектива, однако тот успевает совершить обряд, рекомендованный ему Джо. В итоге физическое тело демона становится уязвимым для физических воздействий и Уэнди выстрелом в упор лишает его головы. Однако суть убийцы переселяется в девушку…

## В ролях
- Роберт Джон Бёрк — Песчаный Дьявол
- Челси Филд — Уэнди Робинсон
- Закес Мокае — Бен Макароб
- Уильям Хуткинс — капитан Корнелиус Бейман
- Джон Матшикиза — Джо Ниманд
- Расселл Копли — капитан Дутойт
- Люк Корнелл — солдат
- Руфус Сварт — Марк Робинсон
- Андре Одендаал — капитан Бейтс
- Терри Нортон — Саарке Хаархофф

## Награды
- 1993 номинация на главный приз фестиваля в Авориазе
- 1993 номинация на лучший фильм на фестивале Fantasporto